# Tychów Nowy
Tychów Nowy – wieś w Polsce położona w województwie świętokrzyskim, w powiecie starachowickim, w gminie Mirzec.
W latach 1975–1998 miejscowość administracyjnie należała do województwa kieleckiego.
W miejscowości działa zespół folklorystyczny Tychowianie, występujący na różnych imprezach w regionie (np.: Dymarki Świętokrzyskie).
Wierni Kościoła rzymskokatolickiego należą do parafii św. Leonarda w Mircu.